# Systropha glabriventris
Systropha glabriventris är en biart som beskrevs av Heinrich Friese 1922. Systropha glabriventris ingår i släktet Systropha och familjen vägbin. Inga underarter finns listade i Catalogue of Life.